# 基娅拉·布兰卡蒂
基娅拉·布兰卡蒂（義大利語：Chiara Brancati，1981年7月20日—），意大利女子水球运动员。她曾代表意大利国家队参加2008年夏季奥林匹克运动会女子水球比赛，结果未能获得奖牌。